# One Day (canção de Matisyahu)
"One Day" é uma canção do judeu hassídico cantor de reggae Matisyahu, e lançada em 2009, seu primeiro single desde "Jerusalem (Out of the Darkness Comes Light)". A canção também foi incluída como um minuto além do último álbum de Matisyahu, Light. A música exprime a esperança de pôr fim à violência e uma oração para uma nova era de paz e entendimento. Ela apareceu no Rock Chart, no número 21 e no número 38 no Rock Chart E.U., também em Março de 2010 ele estreou na Billboard Hot 100 no número 90 e alcançou o número 85. A canção foi apresentada no vídeo game NBA 2K10, que foi lançada em 6 de Outubro de 2009.
Em uma entrevista com Matisyahu: "'One Day' é a canção que eu estou querendo fazer desde que comecei a minha carreira", diz Matisyahu a Spinner. "É um hino de esperança com um big beat, o tipo de música que faz você sacudir sua cabeça e abrir o seu coração ao mesmo tempo."

## Remix
O remix oficial para a canção apresenta Akon e foi liberado para as estações de rádio em Janeiro de 2010. Um remix segundo com Infected Mushroom foi lançado em Fevereiro de 2010.
Existe uma versão da música foi apresentada no Listen Up! The Official 2010 FIFA World Cup Album featuring Nameless.
Em Março de 2010, um grupo Acapella chamado "Maccabeats" da Yeshiva University lançou seu primeiro álbum com uma versão acapella da música.

## Usos no Cinema e Televisão
- A canção foi usada extensivamente como tema para a Contagem regressiva para a Olimpíada de Inverno de 2010 da NBC.[2]

- A canção foi usada no final do primeiro trailer do filme Waiting for "Superman".[3]

## Vídeo Musical
O clipe mostra um número de pessoas penduradas e visualização de cartazes de Matisyahu. Há também um vídeo da versão acapella. O vídeo apresenta os membros do Maccabeats da Yeshiva University.

## Posições
| Chart (2009-2010)                      | Peak position |
| -------------------------------------- | ------------- |
| Billboard Hot 100 dos E.U.A.           | 85            |
| Billboard Alternative Songs dos E.U.A. | 21            |
| Billboard Pop Songs dos E.U.A.         | 35            |
| Billboard Rock Songs dos E.U.A.        | 38            |
| Japan Hot 100                          | 37            |